# Cilliba woelkei
Cilliba woelkei es una especie de arácnido del orden Mesostigmata de la familia Uropodidae.

## Distribución geográfica
Se encuentra en Alemania.